# Mesadenus rhombiglossus
Mesadenus rhombiglossus är en orkidéart som först beskrevs av Guido Frederico João Pabst, och fick sitt nu gällande namn av Leslie Andrew Garay. Mesadenus rhombiglossus ingår i släktet Mesadenus och familjen orkidéer. Inga underarter finns listade i Catalogue of Life.